# Kanam (Nigeria)
Kanam è una delle diciassette aree a governo locale (local government areas) in cui è suddiviso lo Stato di Plateau, nella Repubblica Federale della Nigeria.
Conta una popolazione di 165.898 abitanti.